# أحمد عبد الخالق (ضابط مصري)
أحمد عبد الخالق ، هو ضابط مخابرات مصري. وهو أحد أبرز ضباط المخابرات العامة المصرية المعنيين بالقضية الفلسطينية .

## سيرته الذاتية
وفي بداية حياته المهنية، شغل عبد الخالق منصب الملحق العسكري في السفارة المصرية في غزة . وكان عبد الخالق عضواً في الوفد الأمني المصري المشارك في المفاوضات بشأن الانسحاب الإسرائيلي من غزة عام 2006 والصراع اللاحق بين فتح وحماس . كما لعب عبد الخالق دورًا مهمًا في صفقة تبادل الأسرى جلعاد شاليط في عام 2011، وفقًا لوسائل الإعلام المصرية.
تم تعيين عبد الخالق، الذي كان حينها برتبة لواء ، رئيسًا للشؤون الفلسطينية في جهاز المخابرات العامة المصرية في يوليو 2018، بعد أسبوع واحد من تعيين عباس كامل مديرًا للجهاز. وجاء تعيين خالق خلفاً لسامح نبيل في المنصب بعد فشل نبيل في تحقيق المصالحة بين حركة حماس والسلطة الفلسطينية. وبحسب وكالة الأنباء الفلسطينية دنيا الوطن ، فإن عبد الخالق كان أبرز شخصية في وكالة الأنباء المصرية فيما يتعلق بالقضية الفلسطينية، وكان يعتبر مؤسس الملف الفلسطيني في الوكالة.
بعد اندلاع أعمال العنف بين الفصائل الفلسطينية مثل حركة حماس والجهاد الإسلامي الفلسطيني وإسرائيل في أكتوبر 2018، قاد عبد الخالق وفداً إلى قطاع غزة للتوسط في هدنة. وبحسب وكالة معاً الإخبارية ، نجح عبد الخالق في إقناع الفصائل الفلسطينية المسلحة بوقف إطلاق الصواريخ على إسرائيل .
أجرى زيارته الرسمية الأولى في 15 نوفمبر 2018، لحضور جنازة قتلى حماس من كتائب عز الدين القسام . وفي الحفل، رحب عبد الخالق بالقيادات السياسية والعسكرية لحركة حماس، وفي مقدمتهم يحيى السنوار . ووصف "المونيتور" ظهور عبد الخالق المختصر في مقر حماس بأنه لفتة غير مسبوقة من مسؤول مصري.
أجرى عبد الخالق دبلوماسية مكوكية بين حماس وإسرائيل للتوسط في المفاوضات بشأن صفقة تبادل الأسرى المقترحة في ديسمبر/كانون الأول 2020، والتي كانت ستكون أول عملية تبادل من نوعها منذ صفقة تبادل الأسرى مع جلعاد شاليط في عام 2011.
بعد تصاعد التوترات بين حماس ومصر في أعقاب زيارة زعيم حماس إسماعيل هنية لإيران لحضور جنازة رئيس فيلق القدس قاسم سليماني ، قاد عبد الخالق وفدًا من جهاز المخابرات العامة المصرية إلى قطاع غزة في فبراير 2020، وهي الزيارة الأولى منذ 5 أشهر.
اكتسب عبد الخالق اهتمامًا دوليًا أثناء الحرب بين إسرائيل وحماس بسبب اتهامه بتغيير شروط اقتراح وقف إطلاق النار في أوائل شهر مايو ، حيث أخبر حماس بشيء والإسرائيليين بشيء آخر. لكن وكالة “رويترز” البريطانية نقلت في 6 مايو عن مسؤول أميركي قوله: “نتنياهو ومجلس الحرب لا يبدو أنهما يتعاملان مع مرحلة المفاوضات الأخيرة مع حماس بحسن نية”، أي أن إسرائيل هي التي تلاعبت بالاتفاق.
وقال مسؤول أميركي رفيع آخر لموقع “أكسيوس” الأميركي 7 مايو 2024 إن “الدبلوماسيين الأميركيين كانوا يتواصلون مع نظرائهم الإسرائيليين، ولم تكن هناك مفاجآت” ورفضت مصر هذا الاتهام موصرح مصدر مصري رفيع المستوى لقناة “القاهرة الإخبارية” 22 مايو 2024، عن استغراب مصر من محاولات بعض الأطراف تعمد الإساءة إلى الجهود المصرية المبذولة للتوصل لوقف إطلاق النار في قطاع غزة.
وعلق على مزاعم تقرير “سي إن إن” بالقول: تلعب بعض الأطراف لعبة اتهام الوسطاء بالتحيز من أجل التهرب من اتخاذ القرارات المطلوبة”
وأضاف: “وتستغرب مصر محاولات بعض الأطراف الإساءة المتعمدة للجهود المصرية للتوصل إلى وقف لإطلاق النار في غزة”
وقال المصدر المصري، إنه “من الغريب استناد بعض وسائل الإعلام لمصادر تطلق عليها مطلعة، ونتحدى إذا كان بالإمكان نسب ما تم نشره لمصادر أميركية أو إسرائيلية رسمية محددة"  ونفت مصر رسميا على لسان ضياء رشوان رئيس الهيئة العامة للاستعلامات التابعة للرئاسة المصرية في بيان بتاريخ 22 مايو كل ما احتواه مقال السي إن إن عن التلاعب بأي من بنود الاتفاق. وهدد بانسحاب مصر من الوساطة